# Alucita lonicericola
Alucita lonicericola is een vlinder uit de familie van de waaiermotten (Alucitidae). De wetenschappelijke naam van de soort is voor het eerst geldig gepubliceerd in 1978 door Kuznetsov.